# Noites Brancas
Noites Brancas (em russo:  Белые ночи) é uma obra do escritor russo Fiódor Dostoiévski. O livro que mais aproxima Dostoiévski do romantismo, foi publicado em 1848, antes de sua prisão. 

## Enredo
Como personagem central se tem o Sonhador, que em uma das noites brancas da capital São Petersburgo apaixona-se por Nástienka. Nesta obra, diferentemente de outras, em que a preocupação social é a diretriz para o enredo, desta vez encontramos um Dostoiévski romântico, lúdico. O personagem principal, que ao contrário das versões teatrais e cinematográficas, não tem nome, vaga errante pela "noite branca" de São Petersburgo.
"Noite branca" refere-se a um fenômeno comum na Europa em que, mesmo com o Sol se pondo ele permanece um pouco abaixo da linha do horizonte, deixando a noite clara, causando uma atmosfera onírica. O encontro casual muda completamente a vida do até então solitário protagonista: conhece a ingênua e também sonhadora Nástienka, que aos prantos, espera aquele a quem um ano antes tivera prometido o seu amor. 
Ao longo das quatro noites seguintes, o protagonista se apaixona pela moça e conhece a sua inusitada história: Nástienka vive atada com um alfinete à saia da avó cega e ao lado da criada surda. Quando um novo inquilino chega a sua casa, ela vê a possibilidade de escapar de sua solidão. O misterioso homem um dia deixa a casa, prometendo que voltaria depois de um ano, quando tivesse condições de casar-se com ela. Quando o protagonista encontra Nástienka na ponte sobre o rio Nieva, estamos exatamente no dia marcado para o reencontro. Mas nenhum dos três personagens pode prever o que o destino preparou para eles.

## Adaptações
No cinema, a obra de Dostoiévski recebeu em 1957 a adaptação do diretor italiano Luchino Visconti, com Marcello Mastroianni e Maria Schell, em Le Notti Bianche (em português: Noites brancas), que ganhou o Leão de Prata no Festival de Cinema de Veneza, tendo trilha sonora assinada por Nino Rota, compositor preferido de Federico Fellini. A São Petersburgo do século 19 é transportada para uma Livorno construída no Teatro 5 da Cinecittá. O roteiro é assinado por Suso Cecchi d'Amico.
A TV brasileira também assistiu a uma adaptação da obra de Dostoiévski: Noites Brancas foi exibida como um especial em 1973 na Rede Globo, com Francisco Cuoco e Dina Sfat nos papéis principais, sob a direção de Oduvaldo Viana Filho.
Diversas adaptações foram feitas para o teatro, entre elas uma em 2004 protagonizada por Débora Falabella e Luís Arthur, dirigidos por Yara de Novaes.